# 17. SS-Panzergrenadier-Division "Götz von Berlichingen"
La 17. SS-Panzergrenadier-Division "Götz von Berlichingen" fu formata nell'ottobre 1943 ed era composta principalmente da volksdeutsche.

## Storia
Dopo un breve periodo di addestramento svolto in Francia, nel gennaio 1944 la divisione venne aggregata all'80º corpo d'armata del gruppo d'armate D sotto il comando del feldmaresciallo Gerd von Rundstedt.
L'11 giugno la divisione ebbe il battesimo del fuoco scontrandosi con la 101st Airborne Division nei pressi di Carentan in Normandia.
Nello stesso mese fu impegnata in aspri combattimenti nel tentativo di arrestare l'avanzata alleata in Francia. Le perdite furono così elevate che agli inizi di luglio l'intera divisione contava appena 8.500 uomini. Sempre nel mese di luglio prese parte a varie controffensive tedesche per arginare gli alleati che dilagavano nel nord della Francia.
La divisione subì ancora pesantissime perdite e rischio di essere annientata nel tentativo riuscito di sfuggire dalla sacca di Falaise. Successivamente venne trasferità a Metz per essere riorganizzata. Nella prima settimana di settembre venne incaricata di distruggere la testa di ponte alleata sulla Mosella. L'attacco fallì e l'unità fu costretta a retrocedere e a difendere la stessa Metz.
Nell'ultimo trimestre del 1944 sostenne duri combattimenti nella regione della Saar e fu respinta fin dietro la linea Maginot; tali combattimenti ridussero l'organico dell'unità a circa 4.000 uomini. Verso dicembre l'organico fu totalmente ripristinato con l'arrivo di nuovi rinforzi.
Nel gennaio 1945 prese parte all'operazione Nordwind, l'ultima offensiva tedesca sul fronte occidentale. Assegnata alla difesa di Norimberga, combatté qui fino al 20 aprile prima di ritirarsi a Donauwörth e successivamente a Moosburg con gli effettivi ridotti a 4.000 uomini.
I superstiti si arresero agli americani il 7 maggio 1945 ad Achensee.

## Teatri operativi
- Fronte occidentale (giugno 1944 - maggio 1945)[4]

## Decorati con la Croce di Cavaliere
In totale furono 4 gli uomini decorati con la Croce di Cavaliere della Croce di Ferro.

## Comandanti
- SS-Standartenführer Otto Binge (ottobre 1943 – gennaio 1944)
- SS-Gruppenführer Werner Ostendorff (gennaio 1944 – 15 giugno 1944)
- SS-Standartenführer Otto Binge (16 giugno 1944 – 18 luglio 1944)
- SS-Brigadeführer Otto Baum (18 giugno 1944 – 1º agosto 1944)[5]
- SS-Standartenführer Otto Binge (1º agosto 1944 – 29 agosto 1944)
- SS-Oberführer Dr. Eduard Deisenhofer (30 agosto 1944 – settembre 1944)
- SS-Standartenführer Thomas Müller (settembre 1944 – settembre 1944)
- SS-Standartenführer Gustav Mertsch (settembre 1944 – ottobre 1944)
- SS-Gruppenführer Werner Ostendorff (21 ottobre 1944 – 15 novembre 1944)
- SS-Standartenführer Hans Lingner (15 novembre 1944 – 9 gennaio 1945)
- Oberst Gerhard Lindner (9 gennaio 1945 – 21 gennaio 1945)
- SS-Standartenführer Fritz Klingenberg (21 gennaio 1945 – 22 marzo 1945)
- SS-Obersturmbannführer Vinzenz Kaiser (22 marzo 1945 – 24 marzo 1945)
- SS-Standartenführer Jakob Fick (24 marzo 1945 – 27 marzo 1945)
- SS-Oberführer Georg Bochmann (27 marzo 1945 – 8 maggio 1945)

## L'insegna divisionale
L'insegna divisionale è caratterizzata da uno scudo appuntato, che presenta un intaglio al cantone destro del capo, di nero alla bordura d'argento a un guanto d'arme di nero e argento posto in sbarra. 
La divisione porta il nome del cavaliere tedesco Götz von Berlichingen, vissuto nel XVI secolo, il quale perse in battaglia la mano destra e fu costretto a indossare una protesi di ferro, così  come riportato dall'emblema stilizzato della divisione.

## Videogiochi
Una rappresentazione videoludica della 17. SS-Panzergrenadier-Division "Götz von Berlichingen" è presente in Steel Division: Normandy 44.